# CAF (기업)
CAF(Construcciones y Auxiliar de Ferrocarriles, Grupo CAF)는 솔라리스 버스 & 코치 자회사를 통해 철도 차량, 장비 및 버스를 제조하는 스페인의 기업이다. CAF에서 제조 한 장비에는 경전철 차량, 고속 열차, 철도 차량 및 기관차는 물론, 기존 트럭이나 대차에 장착 할 수 있는 가변 게이지 차축 또한 포함된다. CAF는 1990년대 초부터 20년 동안 스페인의 자국 시장에서 철도 투자 붐의 혜택을 받아 거의 모든 유형의 철도 차량을 제조 할 수 있는 광범위한 기술 역량을 갖춘 세계적 기업이 되었다. 그리고 유럽, 미국, 남미, 동아시아, 인도, 호주 및 북아프리카의 여러 주요 도시 교통 사업자에게 철도 차량을 공급했다.

## 역사
1860년 도밍고 고이티아, 마틴 우사비아가, 호세 프란시스코 아라나가 이 회사를 설립했으며, 주요 활동은 용광로 제련과 기통 제조였다. 1892년 도밍고 고이티아의 아들이자 상속인 프란시스코 드 고이티아는 우르키호의 후작에 합류하여 ‘La Maquinista Guipuzcoana’를 설립했다. ‘La Maquinista Guipuzcoana’는 기계 작동과 철도 차량의 제조 및 건설을 담당하는 기업이었다. 1898년에 기푸스코아의 베이사인에 공장을 세웠다. 1905년에 FVB (Fábrica de Vagones de Beasain)로 이름을 변경했다. 그리고 CAF는 1917년에 설립되어 화물 자동차 생산을 전문으로 하였고, 1940년 스페인 철도 전차대 재건에 참여했으며, 스페인 내전 이후 활동이 확장된 후 제철공장을 설립했다.
1954년 CAF는 장거리 및 지하철을 제조하는데 광범위한 경험을 가진 회사인 아라곤 주의 사라고사에서 MMC를 인수했다. 1958년 이후, CAF는 베아사인 공장을 현대화 및 확장했으며 모든 종류의 철도 차량을 포함하도록 활동을 넓혔다. 이에 따라 1969년 CAF는 연구 및 개발 부서를 설립하여 회사의 경쟁력을 높이고 사내 기술에 대한 집중을 강화했다. 그리고 1971년, 기존의 CAF는 MMC와 합병되었으며 회사는 현재 이름인 CAF (Construcciones y Auxiliar de Ferrocarriles)로 정했다.

## 자회사
CAF가 전액 출자한 자회사인 CAF 미국법인은 1998년에 설립되었으며 뉴욕 엘 미라에 본사를 두고 있다. 2000년에 아드트란츠에서 인수한 엘 미라의 공장에서 북미시장용 철도 차량을 제조하였으며, 2019년 5월 24일, 2017년 플랑드르와 영국 철도 및 지하 네트워크를 공급하기 위해 약 8천만 유로의 비용으로 스웨덴 회사인 유로맹트를 인수했다고 발표했다. CAF 영국법인 공장은 CAF와 웨일스 정부 사이 합의로 웨일즈 뉴포트 근처의 리앤원 제철소에 있는 셀틱 스프링스 공업단지에 있다. CAF가 입찰 과정에서 낙찰될 경우, 뉴포트 공장은 웨일즈, 노턴, 도크 랜드 경철도 운송을 위한 재고를 구축할 예정이다.

## 그 외
2019년 영국 총선에서 CAF 영국법인은 보수당에 5만 파운드를 기부했다.

## 철도 차량
- 운송객차
- EMU와 DMU
- 기관차
- 지하철
- 트램